# کوجی کومینامی
کوجی کومینامی (انگلیسی: Koji Kominami؛ زادهٔ ۱۲ دسامبر ۱۹۹۴) بازیگر اهل Japanese است.